# Степова Новоселівка (зупинний пункт)
Степова Новоселівка — пасажирський залізничний зупинний пункт Куп'янської дирекції Південної залізниці на лінії Куп'янськ-Вузловий — Красноріченська між станціями Кислівка (6 км) та Курилівка (11 км). Розташований за кількасот метрів від урочища Уроки, Куп'янський район, Харківської області.

## Історія
До 28 липня 2023 року зупинний пункт мав назву — Платформа 838 км, який в ході дерусифікації Укрзалізниці перейменований і отримав назву Степова Новоселівка, за назвою навколишього села.

## Пасажирське сполучення
Не зважаючи на військову агресію Росії на сході Україні, транспортне сполучення не припинялося до березня 2022 року. Через російське вторгнення в Україну припинено рух двох пар приміських поїздів, що здійснювали перевезення за маршрутом Сватове — Куп'янськ-Вузловий.